# Actief werkwoord
Een actief werkwoord of dynamisch werkwoord beschrijft een voortdurende of voortgezette handeling met betrekking tot het onderwerp. Een actief werkwoord is het tegenovergestelde van een statief werkwoord, dat een toestand beschrijft.
Het duratieve aspect staat dus centraal. De door middel van een actief werkwoord beschreven handeling is al begonnen of moet nog beginnen. Verder ligt het precieze begin- en eindtijdstip ervan al dan niet vast. Dit maakt met name verschil voor het tempus en het aspect.
Enkele voorbeelden van actieve werkwoorden in het Nederlands zijn lopen, rennen en slaan. In het Engels staan actieve werkwoorden doorgaans in de continuous tense: I am going/walking/running, etc.